# Academia Nacional de Ciencias Económicas
La Academia Nacional de Ciencias Económicas se fundó en Buenos Aires, Argentina, el 7 de noviembre de 1914 por el Consejo Directivo de la Facultad de Ciencias Económicas de la Universidad de Buenos Aires.

## Objetivos
Sus objetivos son: "estudiar y dilucidar cuestiones de índole científica relacionadas con la economía política, la filosofía y metodología económicas, la política económica y la historia económica; fomentar y difundir el estudio de los problemas económicos que se vinculen directamente o por sus efectos con las disciplinas señaladas; propender el progreso de la Nación, colaborando en el mejoramiento de las instituciones económicas y financieras, y en sus realizaciones presentes y futuras; evacuar las consultas que se le formulen por los poderes públicos nacionales, provinciales y municipales en cuanto sean, a su juicio, de interés general y de carácter científico; estimular la producción científica, discernir premios y colaborar en la constitución de tribunales encargados de dictaminar sobre el mérito de la producción intelectual relacionada con las materias de su competencia".

## Académicos titulares y fecha de designación
- Julio H. G. Olivera  	23-10-1963
- Roberto T. Alemann 	29-06-1966
- Horacio A. García Belsunce 	29-06-1966
- Aldo A. Ferrer 	12-11-1968
- Felipe S. Tami	29-12-1975
- Francisco Navarro Vilches   	20-05-1981
- Carlos Alfredo Rodríguez	17-12-1986
- Luis García Martínez	16-12-1987
- Javier R. Villanueva	16-12-1987
- Víctor Jorge Elías   	03-11-1993
- Guillermo A. Calvo	03-11-1993
- José María Dagnino Pastore	18-05-1994
- Mario Luis Szychowski	17-08-1994
- Alfredo Martín Navarro	25-09-1996
- Ana María Martirena-Mantel	25-09-1996
- Luisa Montuschi	04-11-1998
- Adolfo C. Sturzenegger	16-12-1998
- Julio Berlinski	05-04-2000
- Alberto Benegas Lynch 	05-04-2000
- Roque B. Fernández	17-10-2001
- Carlos Daniel Heymann	17-10-2001
- Osvaldo H. Schenone	21-08-2002
- Roberto Cortés Conde	17-09-2003
- Alberto Porto	15-12-2004
- Julio J. Nogués	17-08-2005
- Omar Osvaldo Chisari	19-07-2006
- Fernando H. Navajas	18-04-2007
- Pablo E. Guidotti	15-08-2007
- Juan José Llach	21-11-2007
- Rinaldo Antonio Colomé	17-03-2010
- José María Fanelli	17-03-2010
- Pablo Gerchunoff	18-08-2010
- Juan Carlos de Pablo	16-03-2011
- Hildegart A. Ahumada	18-06-2014